# Tjasker

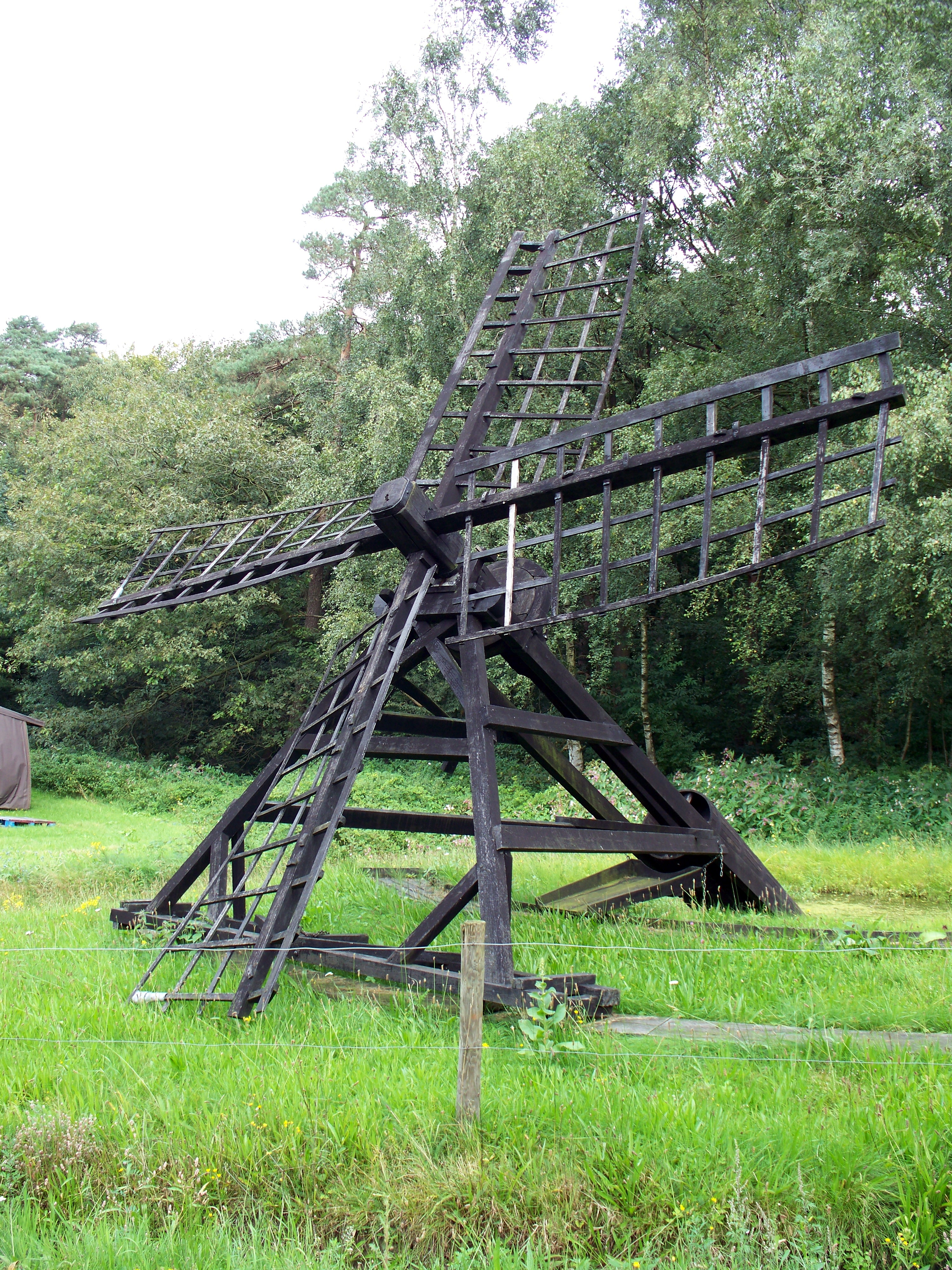
Un tjasker esposto al Nederlands Openluchtmuseum di Arnhem

Un tjasker (plur.: tjaskers; in frisone: tsjasker) è un tipo di pompa eolica di piccole dimensioni diffusa nei Paesi Bassi e in Germania (con il nome di Fluttermühle) ed originaria della provincia olandese della Frisia. Viene impiegato per drenare l'acqua fino ad un livello inferiore a quello del polder.

## Descrizione
Questo tipo di pompa eolica è costituita da un asse rovesciato con vele nella sua estremità e con una vite di Archimede al centro.

## Lista parziale ditjaskers

### Paesi Bassi
- Bollenveen, a Zeijen (Tynaarlo)[2]
- De Deelen, a Tijnje (1973)[3]
- De Foeke, a Sint Jansklooster (1968)[4]
- De Zandpoel, a Wijckel (1975)[5]
- Zuid, a Giethoorn (1988)[6]